# Bekanamycin
Bekanamycin (INN, hoặc kanamycin B) là một loại kháng sinh aminoglycoside.